# Canal des Deux Mers
Canal des Deux Mers (okcitansko Canal de las Doas Mars; slovensko Prekop dveh morij) je ime za projekt, ki se je znova in znova pojavil v zgodovini gradnje francoskih prekopov na jugu Francije, da bi z različnimi rešitvami vzpostavili plovno povezavo med Atlantikom in Sredozemskim morjem. Končno je bil realiziran z gradnjo prekopa Canal du Midi od Toulousa proti zahodu, in se imenuje Canal latéral à la Garonne ('stranski prekop Garone'). Ta širitev je dejansko omogočila povezovanje dveh morij za ladijski promet, tako da se za oba kanala včasih uporablja neuradni izraz Canal des Deux Mers.
V nekaterih primerih se posplošeno uporablja ime Canal du Midi, ki je bil prvi umetno narejen del sistema prekopov.

## Podatki
|                 | Canal du Midi | Canal latéral à la Garonne |
| --------------- | ------------- | -------------------------- |
| Dolžina         | 240 km        | 193 km                     |
| Zapornice       | 65            | 53                         |
| Začetek gradnje | 1666          | 1838                       |
| Dokončanje del  | 1681          | 1856                       |

## Potek
Pot od Atlantika do Sredozemskega morja od zahoda proti vzhodu obsega:
- Vstop v estuarij Gironde z Atlantika
- Estuarij Gironde nastane ob sotočju rek Dordogne in Garone
- Nadaljevanje sledi v reko Garono
- Garona se v Castets-en-Dorthe priključi na prekop Canal latéral à la Garonne
- Slednji se konča v Toulousu in se poveže s prekopom Canal du Midi
- Canal du Midi se začne v Toulousu, do Sredozemlja sta na voljo dve poti.
- Pot 1 – zapusti se Canal du Midi in se pridruži
  - Canal de Jonction, ki se priključi v reko Aude
  - Reka Aude se priključi na Canal de la Robine
  - Canal de la Robine se izliva v Sredozemsko morje
- Pot 2 – nadaljuje se do konca Canal du Midi in nadaljujte po poti
  - Étang de Thau, ki se pridruži Cate du Rhone a Sète
  - Canal du Rhone a Sete se izliva v Sredozemsko morje
- Sredozemsko morje